# Khapse

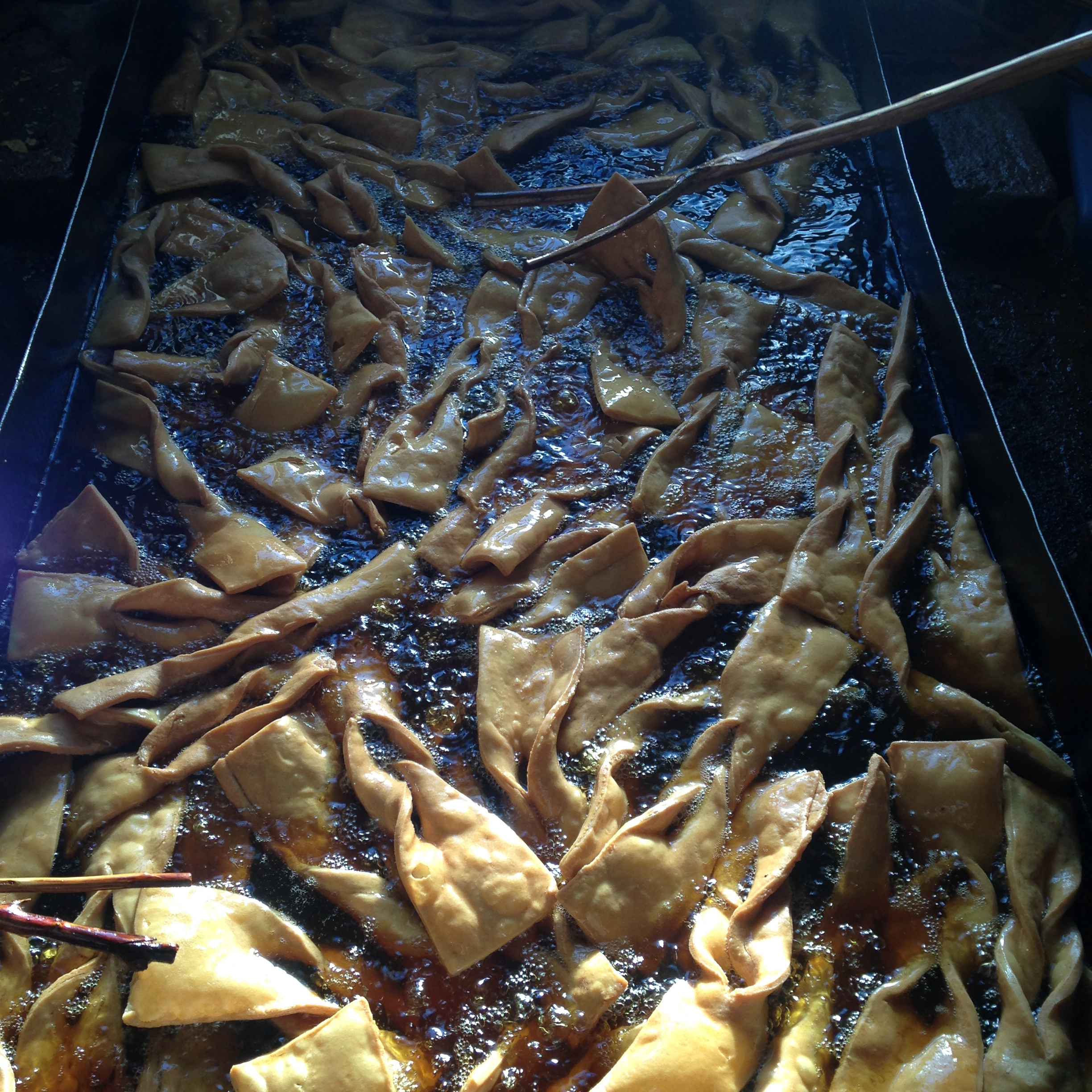
Khapse

Khapse, ook wel zhero, is een Tibetaans biscuit.
Khapse wordt traditioneel tijdens losar gebakken, het Tibetaans nieuwjaar. Het deeg voor khapse wordt meestal gemaakt met bloem, eieren, boter en suiker.
Het deeg wordt in verschillende vormen en groottes wordt gekneed. Het meest voorkomend zijn kleine stukjes in een gedraaide rechthoekige vorm die zich het makkelijks laten serveren aan de gasten. Er bestaan ook meer bewerkelijke vormen, zoals suikergebakken platte schijven of grote verlengde holle kokers die gebruikt worden als decoratie.
Wanneer het deeg is gevormd, wordt het gefrituurd waardoor het een lichtbruinige, gelige kleur krijgt